# Рокамандолфи
Рокамандолфи (итал. Roccamandolfi) је насеље у Италији у округу Изернија, региону Молизе.
Према процени из 2011. у насељу је живело 913 становника. Насеље се налази на надморској висини од 793 м.

## Становништво
| 1931. | 1936. | 1951. | 1961. | 1971. | 1981. | 1991. | 2001. | 2011. |
| ----- | ----- | ----- | ----- | ----- | ----- | ----- | ----- | ----- |
| 2.113 | 2.215 | 2.174 | 1.793 | 1.409 | 1.273 | 1.164 | 1.073 | 987   |